# IWeb
iWeb — программа предназначенная для создания персональных веб-сайтов в режиме визуального редактирования (WYSIWYG). Ранее являлась частью пакета iLife. В 2011 году Apple заявила о прекращении разработки.

## Версии
- iWeb, анонсирована на Macworld Conference & Expo 3 января 2003
- iWeb '04, анонсирована на Macworld Conference & Expo 6 января 2004, системные требования: Mac OS X Jaguar (10.2)
- iWeb '05, анонсирована на Macworld Conference & Expo 11 января 2005, системные требования: Mac OS X Panther (10.3)
- iWeb '06, анонсирована на Macworld Conference & Expo 10 января 2006, системные требования: Mac OS X Panther (10.3) или Mac OS X Tiger (10.4)
- iWeb '08, анонсирована на Apple special summer event 7 августа 2007, системные требования: Mac OS X Tiger (10.4) или Mac OS X Leopard (10.5)
- iWeb '09, анонсирована на Macworld Conference & Expo 6 января 2009, системные требования: Mac OS X Leopard (10.5 и выше).

## Создание сайта
Для того, чтобы начать работать с программой необходимо просто её запустить на ПК Apple. Готовые шаблоны веб-страниц (страница об авторе, блог, фотостраница и др.) и виджеты помогут создать персональный сайт за несколько минут. Интерфейс программы и её логика напоминает создание презентации. Для наполнения веб-страниц контентом вы можете использовать файлы из родственных программ Apple: iPhoto (фотографии), iMovie (видеоматериалы), GarageBand и iTunes (музыку), что ускоряет процесс создания веб-страницы. После наполнения веб-страниц контентом необходимо выполнить функцию «Опубликовать» после чего вы сможете посетить ресурс.
Для создания персонального сайта с помощью ПО iWeb 2009 необходимо иметь:
- ПК Apple (Mac mini, iMac, Mac Pro, MacBook, MacBook Air, MacBook Pro)
- пакет мультимедийных программ iLife 2009
- доступ в интернет
- хостинг (MobileMe до 2012[4] года, любой другой хостинг через FTP)

## Особенности iWeb
- Создание сайта на базе шаблонов, входящих в комплект поставки
- Интеграция программы с другим ПО Apple, в частности другим ПО пакета iLife, позволяющая в визуальном режиме создавать разделы-фотоальбомы публикацией альбомов iPhoto
- Интеграция программы с сервисом Apple MobileMe (поддержка прекращена в 2012 году[4]), при этом созданные средствами iWeb сайты используют сервисы MobileMe для как для работы с контентом (использование пользовательских галерей MobileMe), так и для обеспечения дополнительной функциональности сайта (добавление комментариев других пользователей)
- Публикация на Apple MobileMe и локальном web-сервере, с версии пакета iLife '09 добавлена возможность загрузки по протоколу ftp на другие Web-сервера

## Недостатки iWeb 09
- ограниченное количество инструментов
- привязка к компьютерам Apple
- трудночитаемый и часто очень избыточный код